# Alfons IV. (León)

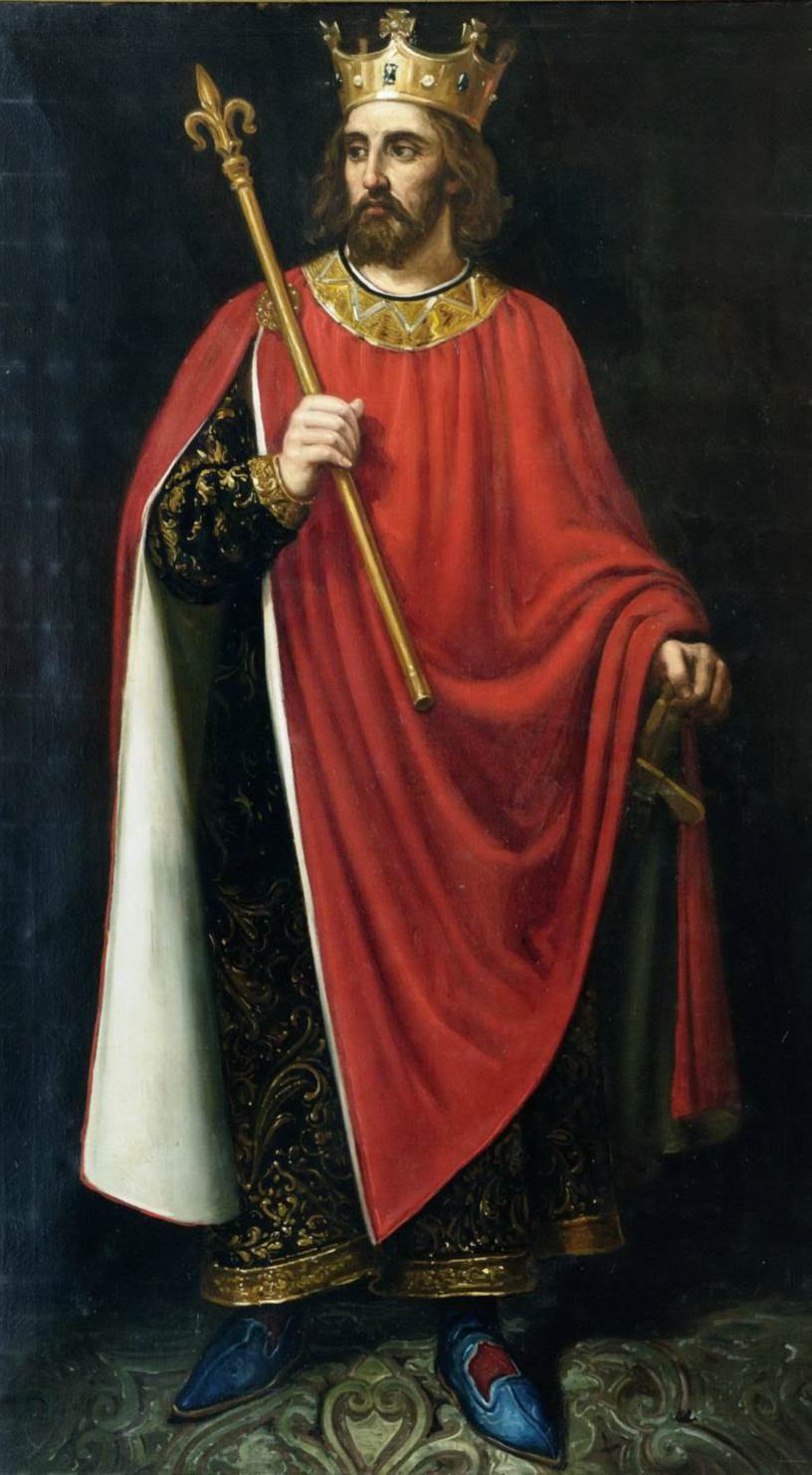
Alfons IV. von León

Alfons IV. von León († 933), genannt der Mönch, war König von León.
Er war ein Sohn von Ordoño II. Er bestieg 925, nach der Beendigung eines Bürgerkrieges zwischen seinem Vetter, dem Sohn von Fruela II. und den Söhnen von Ordoño II., den Thron. In diesem waren seine Brüder und er von Sancho I. Garcés von Navarra unterstützt worden. Trotz des Sieges blieb ihre Herrschaft über das Königreich geteilt. Sein Bruder, Sancho Ordóñez, herrschte als König (926–929) über Galicien und sein anderer Bruder, Ramiro, regierte Portugal. Nach dem Tod seiner Gattin und Sanchos verzichtete er zugunsten seines Bruders Ramiro auf die Krone und zog sich ins Kloster zurück. Er bereute diesen Schritt und versuchte mittels Waffengewalt die Macht zurückzuerlangen, wurde jedoch von seinem Bruder besiegt. Dieser veranlasste Alfonsos Blendung und ließ ihn in einem Kloster festsetzen. Sein Leichnam wurde später in die Basilika San Isidoro überführt und dort beigesetzt.